# Albert Demtchenko
Albert Mikhaïlovitch Demtchenko, (en russe : Альберт Михайлович Демченко — Albert Mihajlovič Demčenko) né le 27 novembre 1971 à Tchoussovoï, est un lugeur russe qui participe aux épreuves individuelles et parfois aux épreuves de double.

## Carrière
Ses plus grands succès sont ses médailles d’argent en luge monoplace aux Jeux olympiques de Turin 2006 derrière l’Italien Armin Zöggeler et à ceux de Sotchi 2014  derrière l'Allemand Felix Loch, ainsi que dans la nouvelle épreuve du relais par équipes avec la Russie, derrière l'Allemagne. Albert Demchenko est un des rares sportifs à avoir disputé sept éditions des Jeux olympiques d'hiver, de 1992 à 2014. Il a remporté la Coupe du monde en 2005.
À la suite des jeux olympiques de Sotchi 2014, il est promu au rang de capitaine par le ministre russe de la Défense Sergueï Choïgou. Élu président de l'association de luge de Moscou, il annonce la fin de sa carrière sportive et son intention de devenir entraîneur de l'équipe russe de luge junior.
En décembre 2017, Albert Demtchenko et douze autres athlètes russes sont privés de leurs médailles et bannis à vie à la suite d'accusations de dopage lors des Jeux olympiques de Sotchi 2014. En janvier 2018, lui et Tatyana Ivanova font appel de ces décisions au tribunal arbitral du sport et ses deux médailles sont rétablies,.
Sa fille Victoria, participe aux épreuves de luge des Jeux olympiques de la jeunesse d'hiver de 2012 à Innsbruck.

## Palmarès

### Jeux olympiques d'hiver
- médaille d'argent en individuelle en 2006.
- médaille d'argent en individuelle en 2014.
- médaille d'argent par équipe en 2014.

### Championnats du monde
- médaille d'argent par équipe en 2012.
- médaille d'argent en individuelle en 2012.

### Coupe du monde
- 1 gros globe de cristal en individuel : 2005.
- 39 podiums individuels : 
  - en simple : 15 victoires, 12 deuxièmes places et 12 troisièmes places.
- 10 podiums en relais : 2 victoires, 3 deuxièmes places et 5 troisièmes places.

#### Détails des victoires en Coupe du monde
| Édition   | Piste                                | Total |
| 2002-2003 | Oberhof                              | 1     |
| 2004-2005 | Sigulda Oberhof Königssee Winterberg | 4     |
| 2005-2006 | Sigulda Calgary                      | 2     |
| 2006-2007 | Königssee                            | 1     |
| 2007-2008 | Königssee Sigulda                    | 2     |
| 2008-2009 | Sigulda                              | 1     |
| 2009-2010 | Lillehammer Königssee                | 2     |
| 2010-2011 | Paramonovo                           | 1     |
| 2012-2013 | Sigulda                              | 1     |

### Championnats d'Europe
- médaille d'or du simple en 2006 et 2010 à Winterberg et Sigulda.
- médaille d'or par équipe en 2012 et 2014 à Paramonovo et Sigulda.
- médaille d'argent du simple en 1996 et 1998 à Sigulda et Cesana.
- médaille de bronze par équipe en 2010 à Oberhof.